# Адріан Бучан
Адріан 'Айс' Бучан (нар. 21 вересня 1982, Avoca Beach, Австралія) — професійний австралійський серфер. Вперше «познайомився» з океаном у 4 роки завдяки батьку. З того часу виграв Світові Юніорські Змагання у 16 та 18 років.
Спонсорами є Hurley International, JS Industries, Dragon eyewear, Gorilla Grip, «Surf Dive 'n' Ski» and «Zentrom Quantum technology».

## Біографія

### Дитинство та сім'я
Айс є єдиним сином Яна та Урсули Бучан та має сестру Джессі. Народився на Avoca Beach, Новий Південний Уельс, Австралія і продовжує там проживати.
Любить рибальство, тренінги, читати та грати у настільний теніс.
Він був переможцем World Grommet Junior в 1997 і 1999, а також чемпіон Australasian Pro Junior в 2000 і 2001 роках.

### Серфінг
У 2006 отримав серйозну травму щиколотки, що змусило його відмовитись від змагань на декілька років. У 2007 повинен був покладатись на Вайлд-кард, щоб залишитись у списку найкращих серферів.
Він зайняв третє місце в Billabong Pro Мундака 4 жовтня і закінчив 2008 ASP World Tour на 6-му місці.
У 2009 році Бучан посів 23-є місце в турнірній таблиці. Він був кращим за 2010, взявши в руки третє місце в Quiksilver Pro Франції і завершуючи рік сьомим у турнірній таблиці.
У 2013 році Бучан переміг Келлі Слейтер у фіналі Billabong Pro на Teahupoo, Таїті з остаточним рахунком 18,94 за Слейтера 16.77.

### Особисте життя
Айс є послом від Inspire Foundation, некомерційної організація, заснована в Австралії, яка використовує інформаційно-комунікаційні технології для поліпшення психічного здоров'я молодих людей та створення можливостей, щоб змінити своє життя.
Він прагне використовувати свій суспільний статус, щоб підвищити обізнаність людей про одну з програм Inspire, Reach Out, щоб допомогти молодим людям пройти через важкі часи.
Айс також написав книгу «Macka's Barrel into the Dreamtime» який має справу з корінними і англо-саксонськими відносинами, а також екологічними проблемами. Також пише статті для різних журналів та онлайн-блогів, в тому числі Waves і Tracks.
| ASP World Tour Wins |                        |          |                      |
| Year                | Event                  | Venue    | Country              |
| 2008                | Quiksilver Pro France  | Hossegor | Франція              |
| 2013                | Billabong Pro Teahupoo | Таїті    | Французька Полінезія |